# Heisteria latifolia
Heisteria latifolia là một loài thực vật có hoa trong họ Olacaceae. Loài này được Standl. mô tả khoa học đầu tiên năm 1927.